# Wimbledon 2014 – seniorská čtyřhra legend
Seniorská čtyřhra legend na londýnském grandslamu ve Wimbledon 2014 byla hrána v rámci dvou čtyřčlenných skupin. V základní skupině se páry utkaly systémem „každý s každým“. Vítězná dvojice z každé skupiny postoupila do finále.
Obhájcem titulu byl australský pár Pat Cash a Mark Woodforde, jehož členové nestartovali společně. Cash se turnaje neúčastnil. Woodfordovým spoluhráčem se stal Američan Rick Leach, s nímž vyhrál základní skupinu a zahrál si finálové klání. V něm však zůstali na raketách vítězných zástupců francouzského tenisu Guye Forgeta a Cédrica Piolina po dvousetovém průběhu 4–6 a 3–6.

## Herní plán
| Legenda                                                       |                                                                        |                                                   |
| - Q – kvalifikant - WC – divoká karta - LL – šťastný poražený | - Alt – náhradník - SE – zvláštní výjimka - PR/SR – žebříčková ochrana | - w/o – bez boje - r – skreč - d – diskvalifikace |

### Finále
| Finále |                           |   |   |  |
|        |                           |   |   |  |
|        |                           |   |   |  |
| A3     | Rick Leach Mark Woodforde | 4 | 3 |  |
| B4     | Guy Forget Cédric Pioline | 6 | 6 |  |

### Skupina A
|    |                               | M Bahrami H Leconte | P Fleming P McEnroe | R Leach M Woodforde | P McNamara P McNamee | Zápasy | Sety | Hry   | Pořadí |
| A1 | Mansour Bahrami Henri Leconte |                     | 7–6(7–4), 6–3       | 3–6, 6–7(7–9)       | 7–5, 6–4             | 2–1    | 4–2  | 35–31 | 2.     |
| A2 | Peter Fleming Patrick McEnroe | 6–7(4–7), 3–6       |                     | 2–6, 4–6            | 6–1, 6–4             | 1–2    | 2–4  | 27–30 | 3.     |
| A3 | Rick Leach Mark Woodforde     | 6–3, 7–6(9–7)       | 6–2, 6–4            |                     | 6–2, 7–5             | 3–0    | 6–0  | 38–22 | 1.     |
| A4 | Peter McNamara Paul McNamee   | 5–7, 4–6            | 1–6, 4–6            | 2–6, 5–7            |                      | 0–3    | 0–6  | 21–38 | 4.     |

Pořadí bylo určeno na základě následujících kritérií: 1) počet vyhraných utkání; 2) počet odehraných utkání; 3) u dvou párů se stejným počtem výher rozhodoval vzájemný zápas; 4) u tří párů se stejným počtem výher rozhodovalo: a) procento vyhraných setů, b) procento vyhraných her; 5) rozhodnutí řídící komise.

### Skupina B
|    |                               | J Bates A Järryd      | S Casal J Nyström | A Castle M Pernfors | G Forget C Pioline    | Zápasy | Sety | Hry   | Pořadí |
| B1 | Jeremy Bates Anders Järryd    |                       | 6–2, 6–4          | 3–6, 4–6            | 1–6, 7–6(7–1), [6–10] | 1–2    | 3–4  | 27–31 | 3.     |
| B2 | Sergio Casal Joakim Nyström   | 2–6, 4–6              |                   | 2–5skreč            | 3–6, 2–6              | 0–3    | 0–5  | 13–29 | 4.     |
| B3 | Andrew Castle Mikael Pernfors | 6–3, 6–4              | 5–2skreč          |                     | 3–6, 4–6              | 2–1    | 3–2  | 24–21 | 2.     |
| B4 | Guy Forget Cédric Pioline     | 6–1, 6–7(1–7), [10–6] | 6–3, 6–2          | 6–3, 6–4            |                       | 3–0    | 6–1  | 37–20 | 1.     |

Pořadí bylo určeno na základě následujících kritérií: 1) počet vyhraných utkání; 2) počet odehraných utkání; 3) u dvou párů se stejným počtem výher rozhodoval vzájemný zápas; 4) u tří párů se stejným počtem výher rozhodovalo: a) procento vyhraných setů, b) procento vyhraných her; 5) rozhodnutí řídící komise.